# Tercera División Grupo 2
De Tercera División RFEF Grupo 2 is een van de regionale divisies van de Tercera División RFEF, de vijfde  voetbaldivisie van Spanje. Het is de eerste Asturische divisie en de Tercera División Grupo 2 bevindt zich in dat opzicht onder de Segunda División RFEF en boven de Regional Preferente de Asturias.

## Opzet
Er zijn 20 clubs die in een competitie tegen elkaar uitkomen. De kampioen promoveert automatisch en de nummers 2 t/m 5 spelen play-offs om één plaats in de Segunda División RFEF. De nummers 18, 19 en 20 dalen af naar de Preferente.
Real Avilés ·
Avilés Stadium CF ·
Caudal Deportivo ·
UC Ceares ·
CD Colunga ·
Condal CF ·
UD Gijón Industrial ·
SD Lenense ·
L'Entregu CF ·
UD Llanera ·
CD Llanes ·
CD Mosconia ·
SD Navarro CF ·
CD Praviano ·
EI San Martín ·
Club Siero ·
Real Titánico ·
CD Tuilla ·
Urraca CF ·
Valdesoto CF ·
CD Vallobín ·